# 1897
Theo lịch Gregory, năm 1897 (số La Mã: MDCCCXCVII) là năm bắt đầu từ ngày thứ Sáu.

## Sự kiện

### Khoa học và Kỹ thuật
- 28 tháng 1: Rudolf Diesel khởi động thành công Động cơ Diesel
- 10 tháng 8: Felix Hoffmann sản xuất Aspirin lần đầu tiên

### Thể thao
- 31 tháng 10: Cuộc thi Thể thao định hướng dân sự đầu tiên để công chúng tham gia được tổ chức tại Na Uy[1]
- 1 tháng 11: Thành lập câu lạc bộ bóng đá Juventus Turin

### Giáo dục
- 18 tháng 6: Thành lập Đại học Kyoto

## Sinh
- 1 tháng 1: Theodor Kramer, nhà thơ trữ tình Áo (mất 1958)
- 3 tháng 1: Dorothy Arzner, nữ đạo diễn phim Mỹ (mất 1979)
- 3 tháng 1: Marion Davies, nữ diễn viên Mỹ (mất 1961)
- 5 tháng 1: Theo Mackeben, nghệ sĩ dương cầm Đức, người điều khiển dàn nhạc và nhà soạn nhạc (mất 1953)
- 8 tháng 1: Walter Gramatté, họa sĩ Đức (mất 1929)
- 9 tháng 1: Karl Löwith, triết gia Đức (mất 1973)
- 9 tháng 1: Luis Gianneo, nhà soạn nhạc Argentina (mất 1968)
- 10 tháng 1: Bedřich Václavek, nhà phê bình văn học Séc (mất 1943)
- 10 tháng 1: Sam Chatmon, nhạc sĩ nhạc blues Mỹ (mất 1983)
- 15 tháng 1: Xu Zhimo, thi sĩ Trung Hoa (mất 1931)
- 16 tháng 1: Kurt Hueck, nhà thực vật học Đức (mất 1965)
- 23 tháng 1: Margarete Schütte-Lihotzky, nữ kiến trúc sư Áo (mất 2000)
- 2 tháng 2: Ossi Oswalda, nữ diễn viên Đức (mất 1948)
- 2 tháng 2: Willy Schootemeijer, nhà soạn nhạc Hà Lan và nghệ sĩ dương cầm (mất 1953)
- 6 tháng 2: Alberto Cavalcanti, đạo diễn phim Brasil (mất 1982)
- 7 tháng 2: Ernst Kloss, sử gia về nghệ thuật Đức
- 7 tháng 2: Richard Hammer, chính trị gia Đức (mất 1969)
- 9 tháng 2: Hans Breitensträter, võ sĩ quyền anh hạng nặng Đức (mất 1972)
- 10 tháng 2: Judith Anderson, nữ diễn viên Úc (mất 1992)
- 11 tháng 2: Emil Leon Post, nhà toán học Mỹ (mất 1954)
- 12 tháng 2: Břetislav Bakala, người điều khiển dàn nhạc Séc (mất 1958)
- 14 tháng 2: Jørgen Bentzon, nhà soạn nhạc Đan Mạch (mất 1951)
- 24 tháng 2: Henri Frankfort, nhà khảo cổ học Hà Lan (mất 1954)
- 27 tháng 2: Bernard Ferdinand Lyot, nhà thiên văn học Pháp (mất 1952)
- 27 tháng 2: Marian Anderson, nữ ca sĩ opera Mỹ (mất 1993)
- 11 tháng 3: Henry Cowell, nhà soạn nhạc Mỹ (mất 1965)
- 14 tháng 3: Hermann Winkhaus, nhà tư bản công nghiệp Đức (mất 1968)
- 15 tháng 3: Jackson Scholz, vận động viên điền kinh Mỹ, huy chương Thế Vận Hội (mất 1986)
- 18 tháng 3: Clemens Hesemann, chính trị gia Đức (mất 1981)
- 19 tháng 3: Joseph Darnand, chính trị gia Pháp (mất 1945)
- 19 tháng 3: Heinz Steguweit, nhà văn Đức (mất 1964)
- 21 tháng 3: Ernst Zindel, kĩ sư Đức (mất 1978)
- 21 tháng 3: J. Ridley Stroop, nhà tâm lý học Mỹ (mất 1973)
- 23 tháng 3: Hamvas Béla, nhà văn Hungary (mất 1968)
- 24 tháng 3: Carlo Mierendorff, chính trị gia Đức và nhà báo (mất 1943)
- 27 tháng 3: Douglas Rayner Hartree, nhà toán học Anh, nhà vật lý học (mất 1958)
- 6 tháng 4: Fritz Erpenbeck, nhà văn Đức, nhà xuất bản và diễn viên (mất 1975)
- 17 tháng 4: Harald Sæverud, nhà soạn nhạc Na Uy (mất 1992)
- 17 tháng 4: Thornton Wilder, nhà văn Mỹ (mất 1975)
- 19 tháng 4: Bruno Diekmann, chính trị gia Đức (mất 1982)
- 23 tháng 4: Lester Pearson, chính trị gia Canada (mất 1972)
- 23 tháng 4: Lucius D. Clay, nhà quân sự Mỹ và chính trị gia (mất 1978)
- 23 tháng 4: Pixinguinha, nhạc sĩ Brasil (mất 1973)
- 24 tháng 4: György Kósa, nhà soạn nhạc Hungary (mất 1984)
- 24 tháng 4: Willy Neuenhofen, phi công lái máy bay thử nghiệm Đức (mất 1936)
- 27 tháng 4: Adolfo Baloncieri, cầu thủ bóng đá Ý, huấn luyện viên (mất 1986)
- 1 tháng 5: Otto Brües, nhà văn Đức (mất 1967)
- 4 tháng 5: Fritz Stricker, chính trị gia Đức, nhà báo (mất 1949)
- 7 tháng 5: Walter Claus-Oehler, cầu thủ bóng đá Đức (mất 1941)
- 11 tháng 5: Kurt Gerron, diễn viên Đức và đạo diễn phim (mất 1944)
- 15 tháng 5: Josef Hendel, họa sĩ Đức (mất 1993)
- 15 tháng 5: Rudolf Schwarz, kiến trúc sư Đức (mất 1961)
- 16 tháng 5: Walther Geiser, nhà soạn nhạc Thụy Sĩ (mất 1993)
- 17 tháng 5: Odd Hassel, nhà hóa học Na Uy (mất 1981)
- 18 tháng 5: Edgard Colle, kiện tướng cờ vua Bỉ (mất 1932)
- 19 tháng 5: Frank Capra, đạo diễn phim Mỹ (mất 1991)
- 20 tháng 5: Wilhelm Kimmich, họa sĩ Đức (mất 1986)
- 21 tháng 5: Conrad Felixmüller, họa sĩ Đức (mất 1977)
- 21 tháng 5: Markus Feldmann, chính trị gia Thụy Sĩ (mất 1958)
- 23 tháng 5: Jimmie Guthrie, người đua mô tô Anh (mất 1937)
- 25 tháng 5: Gene Tunney, võ sĩ quyền Anh Mỹ (mất 1978)
- 27 tháng 5: Lucien Cailliet, nhà soạn nhạc Mỹ (mất 1985)
- 27 tháng 5: Adolf Portmann, nhà động vật học Thụy Sĩ (mất 1982)
- 27 tháng 5: John Cockcroft, nhà vật lý học Anh, Giải thưởng Nobel (mất 1967)
- 3 tháng 6: Memphis Minnie, nữ nhạc sĩ nhạc blues Mỹ (mất 1960)
- 9 tháng 6: Kees Pijl, cầu thủ bóng đá Hà Lan (mất 1976)
- 9 tháng 6: Wilhelm Paschek, chính trị gia Đức (mất 1952)
- 12 tháng 6: Walter Peterhans, nhiếp ảnh gia Đức (mất 1960)
- 13 tháng 6: Paavo Nurmi, vận động viên điền kinh Phần Lan (mất 1973)
- 15 tháng 6: Antonio Riberi, Hồng y Giáo chủ Ý (mất 1967)
- 16 tháng 6: Georg Wittig, nhà hóa học Đức (mất 1987)
- 19 tháng 6: Cyril Norman Hinshelwood, nhà hóa học Anh, Giải thưởng Nobel (mất 1967)
- 20 tháng 6: Elisabeth Hauptmann, nhà văn nữ Đức (mất 1973)
- 24 tháng 6: Adrienne Thomas, nhà văn nữ Đức (mất 1980)
- 29 tháng 6: Ottmar Gerster, nhà soạn nhạc Đức (mất 1969)
- 3 tháng 7: Jesse Douglas, nhà toán học Mỹ (mất 1965)
- 5 tháng 7: Paul Ben-Haim, nhà soạn nhạc Israel (mất 1984)
- 8 tháng 7: Austin Bradford Hill, nhà khoa học Anh (mất 1991)
- 10 tháng 7: Manlio Giovanni Brosio, chính trị gia Ý (mất 1980)
- 20 tháng 7: Tadeus Reichstein, nhà hóa học Thụy Sĩ (mất 1996)
- 21 tháng 7: Ili Kronstein, nữ họa sĩ Áo (mất 1948)
- 26 tháng 7: Paul Gallico, tác giả Mỹ (mất 1976)
- 2 tháng 8: Philippe Soupault, thi sĩ Pháp và nhà văn (mất 1990)
- 4 tháng 8: Adolf Heusinger, tướng Đức (mất 1982)
- 8 tháng 8: Wilhelm Gabriel, nhà soạn nhạc Đức
- 11 tháng 8: Enid Blyton, nhà văn nữ Anh (mất 1968)
- 11 tháng 8: Käthe Haack, nữ diễn viên Đức (mất 1986)
- 14 tháng 8: Paul Ruegger, luật sư Thụy Sĩ (mất 1988)
- 26 tháng 8: Yun Bo-seon, chính trị gia Hàn Quốc (mất 1990)
- 28 tháng 8: Charles Boyer, diễn viên Pháp (mất 1978)
- 29 tháng 8: Helge Rosvaenge, người hát giọng nam cao Đan Mạch (mất 1972)
- 31 tháng 8: Frederic March, diễn viên Mỹ (mất 1975)
- 31 tháng 8: Marianne Bruns, nhà văn nữ Đức (mất 1994)
- 10 tháng 9: Georges Bataille, nhà văn Pháp, nhà xã hội học và triết gia (mất 1962)
- 12 tháng 9: Irène Joliot-Curie, nữ hóa học gia Pháp, Giải thưởng Nobel (mất 1956)
- 13 tháng 9: Honorio Siccardi, nhà soạn nhạc Argentina (mất 1963)
- 19 tháng 9: Chu Quang Tiềm, nhà văn mĩ luận học của Trung Quốc (m.1986)
- 23 tháng 9: Walter Pidgeon, diễn viên Canada (mất 1984)
- 25 tháng 9: William Faulkner, nhà văn Mỹ (mất 1962)
- 26 tháng 9: Paul VI, Giáo hoàng (mất 1978)
- 1 tháng 10: Heinrich Gretler, diễn viên Thụy Sĩ (mất 1977)
- 2 tháng 10: Wallace Stevens, nhà thơ trữ tình Mỹ (mất 1955)
- 3 tháng 10: Louis Aragon, nhà sử học Pháp, thi sĩ và nhà văn (mất 1982)
- 8 tháng 10: Marcel Herrand, diễn viên Pháp (mất 1953)
- 12 tháng 10: Otto Montag, cầu thủ bóng đá Đức (mất 1973)
- 20 tháng 10: Peter Bamm, nhà văn Đức (mất 1975)
- 21 tháng 10: Alexander Lernet-Holenia, nhà văn Áo (mất 1976)
- 21 tháng 10: Vera Balser-Eberle, nữ diễn viên Áo (mất 1982)
- 26 tháng 10: Henry Vahl, diễn viên Đức (mất 1977)
- 29 tháng 10: Hope Emerson, nữ diễn viên Mỹ (mất 1960)
- 3 tháng 11: Wilhelm Troll, nhà thực vật học Đức (mất 1978)
- 8 tháng 11: Elisabeth Crodel, nữ họa sĩ Đức (mất 1967)
- 9 tháng 11: Ronald George Wreyford Norrish, nhà hóa học Anh, Giải thưởng Nobel (mất 1978)
- 12 tháng 11: Hans Deppe, đạo diễn phim Đức (mất 1969)
- 15 tháng 11: Aneurin Bevan, chính trị gia Anh (mất 1960)
- 15 tháng 11: Josef Knecht, nhà xuất bản Đức (mất 1980)
- 15 tháng 11: Viktor Agartz, nhà kinh tế học Đức (mất 1964)
- 18 tháng 11: Patrick Maynard Stuart Blackett, nhà vật lý học Anh, Giải thưởng Nobel (mất 1974)
- 21 tháng 11: Veza Canetti, nhà văn nữ Áo (mất 1963)
- 22 tháng 11: Paul Oswald Ahnert, nhà thiên văn học Đức (mất 1989)
- 3 tháng 12: Kate O'Brien, nhà văn nữ Ireland (mất 1974)
- 5 tháng 12: Nunnally Johnson, tác giả kịch bản Mỹ (mất 1977)
- 5 tháng 12: Sonny Boy Williamson II, nhạc sĩ nhạc blues Mỹ (mất 1965)
- 10 tháng 12: Jakob Bräckle, họa sĩ Đức (mất 1987)
- 10 tháng 12: Karl Heinrich Waggerl, nhà văn Áo (mất 1973)
- 26 tháng 12: Géza von Bolváry, diễn viên Hungary, tác giả kịch bản và đạo diễn phim (mất 1961)

## Mất
- 3 tháng 1: Louis Vivien de Saint-Martin, nhà địa lý Pháp (sinh 1802)
- 13 tháng 1: David Schwarz, nhà phát minh Áo (sinh 1845)
- 6 tháng 2: Raffaele Cadorna, tướng Ý (sinh 1815)
- 7 tháng 2: Galileo Ferraris, kĩ sư Ý, nhà vật lý học (sinh 1847)
- 13 tháng 2: Friedrich Mitterwurzer, diễn viên Áo (sinh 1844)
- 19 tháng 2: Karl Weierstraß, nhà toán học Đức (sinh 1815)
- 15 tháng 3: James Joseph Sylvester, nhà toán học Anh (sinh 1814)
- 10 tháng 5: William Thomas Best, nghệ sĩ đàn ống Anh (sinh 1826)
- 12 tháng 5: Minna Canth, nhà văn nữ Phần Lan (sinh 1844)
- 14 tháng 5: Richard Coke, luật gia Mỹ, thống đốc Texas (sinh 1829)
- 29 tháng 5: Julius Sachs, nhà thực vật học Đức (sinh 1832)
- 11 tháng 6: Carl Remigius Fresenius, nhà hóa học Đức (sinh 1818)
- 18 tháng 6: Franz Krenn, nhà soạn nhạc Áo (sinh 1816)
- 2 tháng 8: Adam Asnyk, nhà thơ trữ tình Ba Lan, nhà soạn kịch (sinh 1838)
- 5 tháng 8: Albert Marth, nhà thiên văn học Đức (sinh 1828)
- 8 tháng 8: Jakob Burckhardt, sử gia về nghệ thuật Thụy Sĩ (sinh 1818)
- 22 tháng 9: Charles Denis Bourbaki, tướng Pháp (sinh 1816)
- 11 tháng 10: Léon Boëllmann, nghệ sĩ đàn ống Pháp, nhà soạn nhạc (sinh 1862)
- 17 tháng 10: Isidor Dannström, nhà soạn nhạc Thụy Điển (sinh 1812)
- 13 tháng 11: Carlos Otto, nhà hóa học Đức, doanh nhân (sinh 1838)
- 18 tháng 11 – Nguyễn Phúc Miên Trinh, tước phong Tuy Lý vương, hoàng tử con vua Minh Mạng (s. 1820).
- 9 tháng 12: Hans von Bülow, tướng Đức (sinh 1816)
- 16 tháng 12: Alphonse Daudet, nhà văn Pháp (sinh 1840)
- 28 tháng 12 – Nguyễn Phúc Miên Lâm, tước phong Hoài Đức Quận vương, hoàng tử con vua Minh Mạng (s. 1832).